# アーチー・ロックヘッド
アーチー・ロックヘッド（Archie Lochhead、1892年11月17日  – 1971年1月15日）は、米国為替安定化基金の初代理事長。
フランクリン・ルーズベルト政権のヘンリー・モーゲンソウ財務長官の下で技術補佐官、ユニバーサル貿易株式会社代表取締役。また、中華民国財務部の金融顧問を務め、中国国民党政府から1948年に采玉大勲章、1960年に景星勲章を授与された。

## 生いたち
ニューヨークでスコットランド移民の両親エリザベス・ポッター・ロックヘッドとジェームズ・マクドゥーガル・ロックヘッドの間に生まれた。父親は船舶技師で、1893年8月に蒸気船アルヴォ号で航海中に海難死した。その後、アーチーは母の手で育てられた。1911年、商業高校を首席で卒業し、中央銀行に関する卒業論文を執筆した。

## ブラウン・ブラザーズと第一次世界大戦従軍
高校を卒業したアーチーは、大陸間蒸気船航路会社のブラウン・ブラザーズで郵便室の事務員および住所録オペレーターの職に就いた。後に外務部に異動となり、ニューヨーク大学の夜間部に通いながら、銀行のための通貨取引を始めた。
第一次世界大戦が勃発すると陸軍に志願した。当時黎明期だった陸軍航空隊に選抜され、飛行士パイロットの資格を取得した。
戦後はブラウン・ブラザーズ社に戻り、ニューヨーク大学の夜間部への通学を再開しながら為替取引の専門家となった。

## ケミカルバンクと米国財務省
1920年、ニューヨークのケミカルバンクに就職し、数年後に同銀行の外国部長となる。その間に、ニューヨーク外国為替クラブの設立に携わり、会長に就任した。
1933年、ヘンリー・モーゲンソーが財務長官に任命される。しかし、金融の経験がない彼は、「ブレーン・トラスト」と呼ばれるアドバイザーが必要だった。ロックヘッドは、金融と外国為替の分野に精通していたことから、1933年にモーゲンソーの技術補佐官に採用された。モーゲンソーの国内外での金融政策について助言を行い、新たに設立された20億ドルの為替安定化基金のもと、政府の「外国為替部」の設立を主に担当した。
ロックヘッドは、この基金の理事として裏方に徹し、日々の運営を完全にコントロールすることで、ドルの対外価値を安定させることに成功した。また、この基金を黒字で運用し、毎日すべての外国口座の決済を行い、財務省が一時的に保有する外国為替を無担保にすることは決して許さなかった。彼はドルを安定させ、1934年の銀購入法に基づいて外国の銀の買い付けをすべて行った。ファンドの運営は機密事項だった。

## 万国貿易公司の設立
1939年に財務次官補を辞任し、ニューヨークの万国貿易公司（ユニバーサル・トレーディング・コーポレーション）の社長に就任した。為替安定化基金はH・マール・コクランが後を継いだ。
万国貿易公司は、米国と中国の間で相互に利益をもたらす貿易を可能にするために設立され、中華民国政府が100％出資していた。ロックヘッドは、米国のビジネスと金融に関する専門知識と、中国の銀行関係者との長い付き合いを買われて採用された。
アメリカの輸出入銀行は1938年、中国が対日戦のための軍需物資を購入するための資金2500万ドルを融資し、その資金は錫や桐油などの戦略物資の販売を通じて返済されることになっていた。万国貿易公司は、中国国民党政府の購買機関として、米国向けのすべての購買要件を満たしていた。当時、中国の最も貴重な輸出品の一つであり、1930年代から40年代にかけて塗料製造の主原料となった米国向けの桐油の輸入に主眼を置いたものであった。
ロックヘッドは、「その功労を称えて」、1948年に采玉大勲章を、1960年には景星勲章を授与された。
1971年1月15日、ニュージャージー州ヴェローナの自宅で78歳の生涯を閉じた。